# Listă de scriitori beninezi
Aceasta este o listă de scriitori beninezi.
- Christine Adjahi Gnimagnon
- Stanislas Adotevi (1934– )
- Berte-Evelyne Agbo
- Colette Senami Agossou Houeto (1939-)
- Barbara Akplogan (1984 – )[1]
- Julien Alapini (1906–1971)
- Ryad Assani-Razaki (1981-)[2]
- Francis Aupiais (1877–1945)[3]
- Olympe Bhêly-Quenum (1928 – )
- Jérôme Carlos (1944– )
- Florent Couao-Zotti (1964)
- Félix Couchoro (1900–1968)
- Moudjib Djinadou (1965– )
- Richard Dogbeh (1932-2003)
- Adelaide Fassinou (1955– )
- Paul Hazoumé (1890–1980)
- Gisèle Hountondji (1954– )[4]
- Paulin J. Hountondji (1942– )
- Béatrice Lalinon Gbado
- Paulin Joachim (1931– )
- Lauryn (1978-)
- Barnabé Laye (1941 – )
- Hortense Mayaba[5]
- Dallys-Tom Medali (1987-)[6]
- M.H.A. Menondji (1976-)
- Jean Pliya (1931– )
- José Pliva (1966– )
- Alidjanatou Saliou-Arekpa[7]
- Arnold Sènou[8]

## Refereințe
1. ↑  „Barbara Akplogan: An author from Benin writing in French”. Aflit.arts.uwa.edu.au. Accesat în 11 noiembrie 2011.
2. ↑  vezi: de:Ryad Assani-Razaki
3. ↑  „Dictionary of African Christian Biography”. Dacb.org. 1 aprilie 2007. Arhivat din original la 18 decembrie 2014. Accesat în 11 noiembrie 2011.
4. ↑  „Gisèle Hountondji: an author from Benin writing in French”. Aflit.arts.uwa.edu.au. 18 februarie 1997. Accesat în 11 noiembrie 2011.
5. ↑  „Hortense Mayaba: an author from Benin writing in French”. Aflit.arts.uwa.edu.au. Accesat în 11 noiembrie 2011.
6. ↑  „Dallys-Tom Medali, iTunes books”. iTunes. Accesat în 6 mai 2013.
7. ↑  „Alidjanatou Saliou-Arekpa: An author from Benin writing in French”. Aflit.arts.uwa.edu.au. 28 noiembrie 2004. Accesat în 11 noiembrie 2011.
8. ↑  David Cadasse. „Arnold Sènou, " lauréat " Gallimard avec son livre " Ainsi va l'hattéria "”. Afrik.com. Accesat în 11 noiembrie 2011.